# Nonnegative
Nonnegative è il settimo album in studio del gruppo musicale giapponese Coldrain, pubblicato nel 2022.

## Tracce
1. Help Me Help You – 3:43
2. Calling – 3:27
3. Cut Me – 3:23
4. Before I Go – 4:06
5. Bloody Power Fame – 3:58
6. Here with You – 3:19
7. Boys and Girls – 4:09
8. Paradise (Kill the Silence) – 3:43
9. 2020 – 4:01
10. Rabbit Hole – 3:42
11. Don't Speak (No Doubt cover) – 3:50
12. From Today – 3:53

CD bonus nell'edizione speciale
Last Live at Studio Coast 
1. Behind the Curtain – 3:18
2. Time Bomb – 3:46
3. Mayday – 3:53
4. Fire in the Sky – 5:12
5. Persona – 3:23
6. Runaway – 7:07
7. Evolve – 3:24
8. Feed the Fire – 4:23
9. F.T.T.T – 3:51
10. Adrenaline – 4:23
11. January 1st – 9:24
12. Déjà Vu – 5:23
13. Uninvited – 4:47
14. 24-7 – 3:57
15. Die Tomorrow – 3:12
16. To Be Alive – 3:29
17. Gone – 5:45
18. No Escape – 3:22
19. The Revelation – 4:03
20. Envy – 5:29
21. Revolution – 5:32
22. The Side Effects – 4:52
23. Paradise (Kill the Silence) – 6:04
24. Final Destination – 4:13

## Formazione
- Masato David Hayakawa (マサト; Masato) – voce
- Ryo Yokochi (ヨコチ, Y.K.C) – chitarra, programmazioni
- Kazuya Sugiyama (スギ, Sugi) – chitarra, cori
- Ryo Shimizu (リョウ, RxYxO) – basso, cori
- Katsuma Minatani (カツマ, Katsuma) – batteria, percussioni

## Classifiche
| Classifica (2022) | Posizione massima |
| ----------------- | ----------------- |
| Giappone          | 15                |